# Yahya Petra
Pour les articles homonymes, voir Petra.
Yahya Petra, né le 10 décembre 1917 à Kota Bharu et mort le 29 mars 1979 dans la même ville, est sultan de l'État de Kelantan de 1960 à sa mort et roi de Malaisie de 1975 à sa mort.